# كيتيل بوري
كيتيل بوري (16 أغسطس 1994 في بلجيكا - ) هو لاعب كرة قدم بلجيكي في مركز الظهير. لعب مع K.S.V. Roeselare ‏.

## وصلات خارجية
- كيتيل بوري على موقع قاعدة بيانات كرة القدم.إي يو (الإنجليزية)
- كيتيل بوري على موقع Soccerway.com (الإنجليزية)